# ژان-لوک کرتیه
ژان-لوک کرتیه (انگلیسی: Jean-Luc Crétier؛ زادهٔ ۲۸ آوریل ۱۹۶۶) اسکی‌باز آلپاین اهل فرانسه است.